# Maurice Humbert
Pour les autres membres de cette famille, voir Famille Humbert et pour les homonymes, voir Humbert.
Maurice Joseph Humbert est un architecte français, né le 18 septembre 1878 à Paris 9e et mort le 22 septembre 1918 au château du Hallier (Eure-et-Loir).

## Biographie
Fils du célèbre architecte Pierre Humbert, il suit les traces de son père et érige avec lui de nombreux immeubles et hôtels particuliers à Paris et en Europe. 
Ce duo était également réputé pour ses brillantes restaurations notamment de châteaux et manoirs en France et en Belgique. 

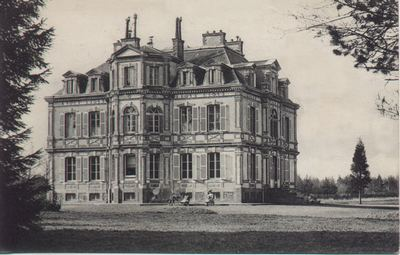
Le château du Hallier, La Ferté-Vidame, Eure-et-Loir.

La Première Guerre mondiale porta  en 1918 un terme à leur fructueuse collaboration ; Maurice Humbert, lieutenant du 116e régiment d'infanterie, fut mortellement blessé lors d'un combat au front, et décéda entouré des siens dans la demeure familiale du château du Hallier en 1918.
Il fut décoré de la croix de guerre 1914-1918 ainsi que de la Légion d'honneur, « s'étant toujours fait remarquer par son énergie et son courage et soutenant par son exemple le moral de ses hommes ».
Il eut quatre enfants : Jean, Denise, Pierre et Madeleine. Il est enterré au cimetière du Montparnasse.

## Réalisations notables
Maurice Humbert cosigna avec son père Pierre Humbert de nombreuses réalisations, dont on trouvera ci-dessous une sélection des plus notables :
- La maison-mère de  la Congrégation des sœurs hospitalières de Saint-Thomas de Villeneuve, qu’il érigea sur les vestiges du château de Neuilly, 52 boulevard d’Argenson à Neuilly-sur-Seine ;
- La chapelle de Notre-Dame de la Bonne Délivrance, à Neuilly-sur-Seine[3] ;
- L'immeuble situé 1, avenue Charles-Floquet à Paris, immeuble inscrit partiellement en tant que monument historique[4] , ainsi que le n°37 de la même avenue, aujourd'hui ambassade d'Ethiopie ;
- L'immeuble situé 54 rue du Ranelagh à Paris ;
- L'immeuble situé 40 avenue Élisée-Reclus à Paris ;
- L'immeuble situé 32 avenue Philippe-Auguste à Paris ;
- L'immeuble situé  8 rue Jacquemont à Paris ;
- L'hôtel de Caraman Chimay, 43 avenue Legrand à Ixelles (Belgique) conçu en 1910 pour le prince Pierre de Caraman Chimay et qui accueille depuis 1919 la résidence des ambassadeurs d'Italie.

## Sources
- Anne Debarre-Blanchard, L’Invention de l’habitation moderne, Paris, 1880-1914, 1995

- Ministère de la Culture, Base Mérimée
- Permis de construire de la ville de Paris